# 성모여자고등학교
성모여자고등학교(聖母女子高等學校)는 대한민국 부산광역시 부산진구 양정동에 있는 사립 고등학교이다.

## 학교 연혁
- 1962년 12월 31일 : 성모여자고등학교 설립 인가(9학급 450명)
- 1962년 12월 31일 : 초대 교장 엘리자벳꼬밍스 수녀 취임
- 1964년 3월 5일 : 성모여자고등학교 개교 및 입학식(3학급 150명, 개교기념일 3월 25일)
- 1967년 1월 21일 : 제1회 졸업식 거행(졸업생 148명)
- 1972년 4월 15일 : 신관 교실 증축(일반교실 8, 특별교실 10)
- 1981년 10월 15일 : 음악실, 식당 증축(136평)
- 1983년 1월 27일 : 도서실 증축(136평)
- 2007년 7월 20일 : 학교법인 성모학원 이사장 황철수 주교 취임
- 2010년 3월 1일 : 학급 인가(30학급)
- 2012년 3월 2일 : 고교교육력제고 교육과정혁신형 창의경영 연구학교 운영(교육부 지정, 3년간)
- 2014년 11월 14일 : 다목적 강당 기공식
- 2022년 6월 7일 : 고교학점제 학교공간조성사업 완료 보고회
- 2022년 10월 14일 : 공간혁신 「독서 환경 개선」
- 2024년 2월 7일 : 제58회 졸업식(졸업생 수 168명, 누적 졸업생 수 25,132명)
- 2024년 3월 4일 : 제61회 입학식(입학생 수 161명)
- 2024년 9월 2일 : 제19대 심재신 교장 취임

## 참고 자료
- 성모여자고등학교 - 한국교육학술정보원 학교알리미